# Cornopteris atroviridis
Cornopteris atroviridis là một loài dương xỉ trong họ Athyriaceae. Loài này được M.Kato mô tả khoa học đầu tiên năm 1979.